# Третий путь (Израиль)
«Третий путь» («Дерех Шлишит», ивр. הדרך השלישית‎) — израильская политическая партия. Как политическое движение возникла в 1993 году, но официально основана как партия в марте 1996 года отколовшимися от фракции Партии труда в кнессете Авигдором Кахалани и Эммануэлем Зисманом. В том же году на выборах в кнессет 14-го созыва получила четыре мандата и вошла в состав правящей коалиции Биньямина Нетаньяху. В кнессете успешно продвигала законопроекты, затрудняющие возвращение Голанских высот Сирии, но в 1999 году на очередных выборах в кнессет не преодолела электоральный барьер.

## История
Когда в 1993 году в Израиле стали известны детали соглашения в Осло между руководством Израиля и лидерами ООП, многие граждане страны, согласные в принципе с идеей мирных переговоров с палестинцами и арабскими странами, посчитали, что премьер-министр Ицхак Рабин идёт на слишком большие уступки. Идея корректировки курса привлекла в том числе и многих традиционных сторонников партии «Авода», один из которых, поэт Хаим Гури, предложил для нового общественно-политического движения название «Третий путь». К движению присоединялись члены как «Аводы», так и крупнейшей оппозиционной партии «Ликуд», бывшие генералы АОИ, раввины из национально-религиозного движения «Меймад».
Постепенно идеи «Третьего пути» обрели популярность даже среди депутатов кнессета от «Аводы». Декларации Рабина, а затем Шимона Переса о предстоящих территориальных уступках в переговорах с Сирией о Голанских высотах привели к появлению в парламентской фракции внутренней оппозиции, в которой выделялся герой боёв на Голанах в ходе войны Судного дня, отставной генерал Авигдор Кахалани. Вместе с ещё одним членом фракции, Эммануэлем Зисманом, Кахалани в конце 1995 года голосовал против правительства в кнессете по вопросам о ратификации соглашения «Осло-2», а также о «бронировании» статуса Голанских высот, а 7 марта 1996 года было официально объявлено об их выходе из фракции партии Труда и формировании новой фракции «Третий путь».
Трансформация внепарламентского общественного движения в политическую партию привела к уходу из «Третьего пути» многих из его основателей, в том числе его основного идеолога, бывшего начальника Генштаба АОИ Дана Шомрона. Партию возглавил Кахалани, вместе с ней шедший на выборы кнессета 14-го созыва под центристскими лозунгами, главным из которых был «Мир с безопасными границами». Партия в целом поддерживала идеологию «мира в обмен на территории», но настаивала на том, чтобы усупки были взаимными и не нарушали принципов национальной безопасности Израиля. В отношении переговоров с палестинцами «Третий путь» ещё с июля 1995 года основывался на так называемом «Плане Алона». Партийная платформа предполагала аннексию трёх больших территориальных блоков на Западном берегу Иордана, где концентрировалось большинство израильских поселений, и передачу остальной территории под автономный палестинский контроль; оставшимся поселенцам должен был быть предложен выбор между переездом на аннексируемые территории или проживанием под палестинским суверенитетом, но под защитой израильских законов. Центристские позиции «Третий путь» занял и по вопросу негалахического еврейства. По сирийскому вопросу, напротив, партия заняла предельно жёсткую позицию, выступая против возврата Голанских высот Сирии при любых условиях.
На выборах в кнессет партия получила 96 474 голоса и четыре депутатских мандата. Это позволило ей войти в правящую коалицию, сформированную лидером «Ликуда» Биньямином Нетаньяху, а Кахалани получил в правительстве пост министра внутренней безопасности. «Третий путь» успешно продвигал в кнессете законопроекты, направленные на закрепление статуса Голанских высот как части Израиля. В частности, был принят закон, по которому для любого территориального компромисса на Голанах требовалась поддержка 61 депутата кнессета, и сделаны шаги к принятию ещё одного закона, предусматривающего проведение национального референдума по любой территориальной сделке в этом регионе. Несмотря на достижения в этом направлении, партии не удавалось закрепиться во властных структурах — попытки её расширения или создания общего списка с одной из существующих фракций были безуспешными.
Перед выборами в кнессет 15-го созыва в 1999 году нишу центристской партии в израильском политическом спектре заняло новое движение, так и называвшееся Партией Центра. Двое из депутатов фракции «Третьего пути» накануне выборов выступили в поддержку блока «Единый Израиль» — преемника партии «Авода». Партийной программы, составленной вокруг единственного вопроса — защиты израильского суверенитета на Голанах — оказалось недостаточно, чтобы второй раз привлечь избирателей, и поддержка «Третьего пути» по сравнению с 1996 годом упала почти вчетверо — до 26 290 голосов. Даже на самих Голанах избиратели массово голосовали за Эхуда Барака — кандидата «Единого Израиля», публично обещавшего территориальный компромисс с Сирией. В итоге «Третий путь» не сумел преодолеть электоральный барьер и в дальнейшем исчезла с политической карты Израиля. Её лидеры либо завершили после этого политическую карьеру, либо вернулись в «Аводу» и «Ликуд».

## Представительство в кнессете
| Созыв | Депутаты                                                              |
| ----- | --------------------------------------------------------------------- |
| 13    | Эммануэль Зисман, Авигдор Кахалани                                    |
| 14    | Эммануэль Зисман, Авигдор Кахалани, Александр Любоцкий, Иехуда Харэль |